# Leopold Filip z Arenbergu
Leopold Philipp vévoda z Arenbergu (14. října 1690, Brusel – 4. března 1754, zámek Heverle u Löwenu) byl rakouský polní maršál.

## Život
Do rakouské armády vstoupil v mladém věku. Roku 1716 se stal majitelem 28. pěšího pluku. V bitvě o Bělehrad roku 1717 velel pravému křídlu. V roce 1719 byl jmenován guvernérem v Monsu. Ve válce proti Francii roku 1733 sloužil pod Evženem Savojským na Rýně. V roce 1736 byl povýšen do hodnosti polního generála a stal se generalissimem v Nizozemí. Roku 1743 velel v bitvě u Dettingenu rakouským jednotkám a byl v ní raněn.

## Rodina
Za manželku si vzal 29. března 1711 v Bruselu Marii Franciscu Pignatelli (4. 6. 1696 – 3. 5. 1766), princeznu z Bisaccia, hraběnku z Egmontu (1696–1766) se kterou měl několik dětí:
- 1. Karel Maria Raimund z Arenbergu (1. 4. 1721 Enghien – 17. 8. 1778 tamtéž), polní maršál, 5. vévoda z Arenbergu, 11. vévoda z Aerschotu a princ z Ligne[3]
⚭ 1748 Luisa von der Marck (10. 7. 1730 Paříž – 18. 8. 1820 Heverlee), hraběnka ze Schleidenu[4]
- 2. Marie Viktorie z Arenbergu (26. 10. 1714 Brusel – 13. 4. 1793 Štrasburk)[5]
⚭ 1735 August Jiří Bádenský (14. 1. 1706 Rastatt – 21. 10. 1771 tamtéž), bádenský markrabě od roku 1761 až do své smrti[6]
- 3. Marie Flora z Arenbergu (23. 10. 1722 Enghien – 10. 2. 1776 Brusel)[7]
⚭ 1744 Jan Karel Josef de Mérode (3. 12. 1719 Ham-sur-Heure-Nalinnes – 10. 8. 1774), hrabě z Merode, markýz z Deynze[8]